# Tyska F3-mästerskapet 2000
Tyska F3-mästerskapet 2000 var ett race som vanns av Giorgio Pantano från Italien.

## Delsegrare
| Bana         | Vinnare            | Vinnare            |
| ------------ | ------------------ | ------------------ |
| Zolder       | Giorgio Pantano    | Alex Müller        |
| Hockenheim   | André Lotterer     | André Lotterer     |
| Oschersleben | André Lotterer     | Giorgio Pantano    |
| Norisring    | Pierre Kaffer      | Pierre Kaffer      |
| Sachsenring  | Patrick Friesacher | Alex Müller        |
| Nürburgring  | Stefan Mücke       | Toshihiro Kaneishi |
| Lausitzring  | Pierre Kaffer      | Alex Müller        |
| Oschersleben | Giorgio Pantano    | Patrick Friesacher |
| Nürburgring  | Pierre Kaffer      | Enrico Toccacelo   |
| Hockenheim   | Stefan Mücke       | Alex Müller        |

## Slutställning
| Plats | Förare             | Poäng |
| ----- | ------------------ | ----- |
| 1     | Giorgio Pantano    | 205   |
| 2     | Alex Müller        | 181   |
| 3     | Pierre Kaffer      | 174   |
| 4     | André Lotterer     | 151   |
| 5     | Stefan Mücke       | 136   |
| 6     | Patrick Friesacher | 126   |
| 7     | Enrico Toccacelo   | 125   |
| 8     | Toshihiro Kaneishi | 82    |